# معهد ميخائيل شيبكين المسرحي
معهد ميخائيل شيبكين [الروسية] المسرحي (بالروسية: ВТУ имени М. С. Щепкина) هي أقدم مؤسسة تعليمية عالية مسرحية في روسيا، تأسست في 28 ديسمبر 1809، في موسكو بمرسومٍ من إمبراطور عموم روسيا ألكسندر الأول.

## الاسم الرسمي
الاسم الرسمي للمعهد هو:
Высшее театральное училище (институт) имени М. С. Щепкина при Государственном академическом Малом театре России
ويترجم إلى العربية بـ:«مؤسسة التعليم العالي المسرحي (معهد)، المسماة على اسم "م. س. شيبكن" ضمن مسرح مالي الحكومي الأكاديمي في روسيا»
ويختصر اسمه إلى «ВТУ имени М. С. Щепкина»

## الإدارة
ما بين عام 1975 حتى عام 1984، كان مدير الجامعة ميخائيل ميخائيلوفيتش نوفوخيشين.
من 1984 إلى 1995، كان رئيس الجامعة هو فسيفولود بورفيريفيتش أوستالسكي.
من عام 1995 إلى عام 2007، كان يرأس المدرسة، نيكولاي نيكولاييفيتش أفونين.
منذ عام 2007 و. س. عميد المؤسسة (المعهد) بوريس نيكولايفيتش ليوبيموف، الفنان المكرم من الاتحاد الروسي، بروفيسور.

## التاريخ
تأسست المؤسسة التعليمية في 28 ديسمبر 1809، عندما تحولت مدرسة المسرح في دار الأيتام، بموجب مرسوم من الإمبراطور الروسي ألكسندر الأول، إلى «مدرسة موسكو الإمبراطورية للمسرح» وأصبحت جزءًا من المسارح الإمبراطورية الروسية إمبراطورية. في وقت لاحق، تم نقل المدرسة إلى اختصاص مسرح مالي الأكاديمي الحكومي لروسيا في موسكو.
في ثلاثينيات وستينيات القرن التاسع عشر، كانت المدرسة تقع في ملكية المدينة السابقة لعائلة مياسويدوف.
قامت مدرسة موسكو الإمبراطورية للمسرح بتدريب ممثلين محترفين على مسرح الباليه والمسرح، وتم قبول خريجيها في فرقة مسرح مالي.
في عام 1832، بدأ الممثل والمعلم الروسي البارز ميخائيل سيميونوفيتش شيبكين (1788-1863) بتدريس مادة «إعلان» في المدرسة. خلال ثلاثين عامًا من تدريس التمثيل، حتى وفاته، وضع المبادئ الأساسية لمدرسة التمثيل الوطنية.
لعب الكاتب المسرحي الروسي ألكسندر نيكولاييفيتش أوستروفسكي (1823-1886) دورًا مهمًا في تشكيل المدرسة، حيث طور برنامجًا تدريبيًا لفناني المسرح المستقبليين في فصول الدراما، والتي تم إغلاقها في عام 1910.
في عام 1863، بمساعدة مباشرة من شيبكين، تلقت المدرسة مبنى تم بناؤه عام 1822 لمدرسة الأيتام العسكرية (بناءً على رسومات المهندس المعماري، أوسيب إيفانوفيتش بوف) في شارع نيغلينايا في موسكو، والتي أعيد بناؤها خصيصًا لمدرسة المسرح من قبل المهندس المعماري ألكساندر نيكيتين وفقًا لمشروع المهندس المعماري ألبرت كافوس. تقع المدرسة في هذا المبنى حتى يومنا هذا.
في عام 1918، بعد ثورة أكتوبر عام 1917، تم إحياء دروس الدراما تحت اسم «دورات الدراما في مسرح مالي الأكاديمي الحكومي في روسيا».
في عام 1922، تم تغيير اسم الدورات إلى «ورش عمل مسرحية في مسرح مالي الأكاديمي الحكومي في روسيا» ونفذت أنشطة تعليمية بهذا الاسم لمدة عشر سنوات.
في عام 1932، تم تسمية المؤسسة التعليمية على اسم ميخائيل سيميونوفيتش شيشبكين وحصلت على اسم «كلية المسرح التي تحمل اسم شيبكين في مسرح مالي الأكاديمي الحكومي في روسيا».
في عام 1935، تم تغيير اسم المدرسة الفنية إلى «مدرسة المسرح التي سميت على اسم M. Shchepkin في مسرح مالي الأكاديمي الحكومي في روسيا.»
في عام 1943، حصلت المدرسة على وضع مؤسسة للتعليم العالي وأصبحت تُعرف باسم "مدرسة المسرح العالي (المعهد) التي سميت على اسم شيبكين في مسرح مالي الأكاديمي الحكومي في روسيا.

## الأقسام
يوجد خمسة أقسام في المعهد، وهي:
- مهارات التمثيل
- التربية البلاستيكية (نوع من أساليب التمثيل)
- الإلقاء المسرحي
- تاريخ الفن،
- الفلسفة والدراسات الثقافية.